# Borås Gustav Adolfs församling
Borås Gustav Adolfs församling är en församling i Borås pastorat i Redvägs och Ås kontrakt i Skara stift. Församlingen ligger i Borås kommun i Västra Götalands län.
Före 2022 var församlingen stiftets största till folkmängd, tills den passerades av en utökad Trollhättans församling.

## Administrativ historik
Församlingen bildades 1 januari 1939 (enligt beslut den 17 juni 1938) genom delning av den tidigare stadsförsamlingen Borås församling i två delar: den västra benämnd Borås Caroli och denna östra benämnd Borås Gustav Adolf.
1 januari 1955 överfördes från Borås Gustav Adolfs församling till Borås Caroli församling ett område med 73 invånare och omfattande en areal av 0,35 km², varav 0,33 km² land.

### Pastorat
- 1 januari 1939 till 2014 moderförsamling i pastoratet Borås Gustav Adolf och Brämhult.[5]
- Från 2014 ingår församlingen i Borås pastorat.[6]

## Areal
Borås Gustav Adolfs församling omfattade den 1 november 1975 (enligt indelningen 1 januari 1976) en areal av 40,5 kvadratkilometer, varav 40,0 kvadratkilometer land.

## Organister
| Ämbetstid | Namn                      | Levnadstid | Övrigt    |
| --------- | ------------------------- | ---------- | --------- |
| 1961–1964 | Carl-Erik Andreas Hansson | 1926–      | Organist. |

## Kyrkor
- Dammsvedjans kyrka
- Gustav Adolfs kyrka
- Hässleholmens kyrka

### Tidigare kyrkor
- Hulta kyrka
- Norrmalms kyrka
- Trandareds kyrka